# Arboga landskommun
Arboga landskommun var en tidigare kommun i Västmanlands län.

## Administrativ historik
Kommunen inrättades i Arboga socken i Åkerbo härad i Västmanland när 1862 års kommunalförordningar trädde i kraft den 1 januari 1863.
Vid kommunreformen 1952 gick den upp i Medåkers landskommun. Området tillhör sedan 1971 Arboga kommun.

## Politik

### Mandatfördelning i Arboga landskommun 1938-1946
| 13 | 3 | 1 | 3 |

| 18 |

| 13 | 7 |

| 16 | 4 |

| 11 | 9 |

| 18 |